# Christian Josef Willenberg
Christian Josef Willenberg (* 13. Februar 1676 in Liegnitz; † Februar 1731 in Prag) war Militäringenieur und Gründer der Bauingenieurschule in Prag.

## Leben
Sein technisches Wissen eignete sich Willenberg in Frankreich an. Er reichte 1705 bei der böhmischen Hofkanzklei in Prag einen Antrag  zur Errichtung eines Kurses für junge Männer aller Stände über den Festungsbau („Fortifikation“) ein. Obwohl der Kaiser in Wien dem Antrag 1707 zustimmte und Willenberg den Titel eines Hofkriegsrates verlieh, dauerte es noch zehn Jahre, bis der Lehrbetrieb aufgenommen werden konnte. Möglicherweise verhinderten Kriege oder Bestrebungen der Prager Universität, einen ähnlichen Studiengang einzurichten, die Verwirklichung des Vorhabens. Erst am 9. November 1717 wurde Willenberg zum Professor der „Böhmischen Ständischen Ingenieurschule“ ernannt. Es war die erste technische Schule in Europa. Willenberg war der erste Professor, der dort lehrte.  Unter den ersten zwölf Hörern waren sechs aus dem Adelsstand, vier Söhne von Rittern und zwei Bürgerliche. Nach Willenbergs Pensionierung 1726 folgte Johann Ferdinand Schor.
Mit der Christian J. Willenberg Medaille werden herausragende persönliche Verdienste um die Entwicklung von Wissenschaft und Technik vom Tschechischen Verband der wissenschaftlichen und technischen Gesellschaften (CSVTS) gewürdigt.